# Maghrebinische Liberale Partei
Die Maghrebinische Liberale Partei (französisch Parti libéral maghrébin, arabisch الحزب الليبرالي المغاربي, DMG al-Ḥizb al-Lībirālī al-Maġāribī), auch bekannt unter ihrem französischen Akronym PLM, ist eine Mitte-rechts ausgerichtete tunesische politische Partei.
Ihr Hauptquartier befindet sich in der rue Louis Braille 6-8, 1002 in Tunis. Die Parteifarben sind Rot, Schwarz und Grün in Anlehnung an die Flaggenfarben der Maghrebstaaten.
Die Maghrebinische Liberale Partei erhielt ihre Zulassung am 22. März 2011. Es ist offiziell eine zentristische, liberale und soziale Partei. Ihr Gründer, Mohamed Bouebdelli, ist der Direktor der Freien Universität Tunis.

## Exekutivbüro
- Präsident: Mohamed Bouebdelli;
- Vizepräsident: Ibtissem Nsiri Mezouar;
- Generalsekretär: Nazih Zghal;
- Schatzmeister: Karim Bouebdelli;
- Parteisprecher: Karim Chair;
- Untere Sekretäre: Wael Derouich, Jamel Zaibi und Walid Snani.